# 呂兆龍
呂兆龍（1592年—17世紀），字霖生，號静銘，南直隸鎮江府金壇縣人，明朝政治人物。

## 生平
呂兆龍在二十四歲時中萬曆四十三年（1615年）舉人，為孝順父母不急求仕進，崇禎十年（1637年）署任崑山教諭，十三年（1640年）中庚辰科進士，刑部观政，獲授中書舍人，十五年（1642年）擔任順天府鄉試考官，取錄李震成、楊思聖、嗣登等名儒。兩年後（1644年）李自成包圍北京，他懇切地上疏論數件事不獲理會，北京失陷後南歸，不再理會世事，只專注周濟鄉里宗族，得縣人感懷其德。